# Chauvirey-le-Châtel
Chauvirey-le-Châtel é uma comuna francesa na região administrativa de Borgonha-Franco-Condado, no departamento de Alto Sona. Estende-se por uma área de 11,76 km². Em 2010 a comuna tinha 130 habitantes (densidade: 11,1 hab./km²).